# Maschinenschacht

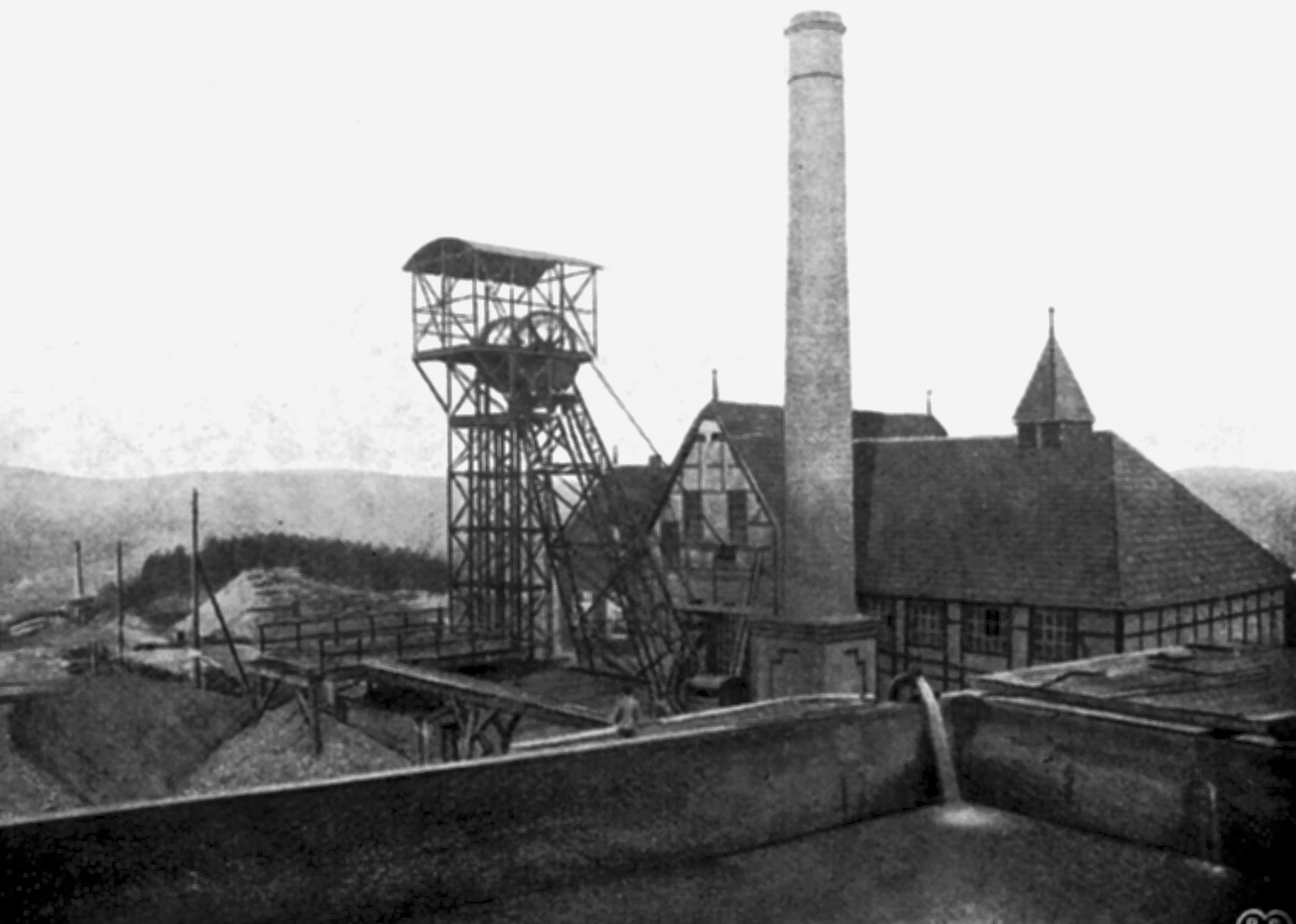
Hauptschacht der Grube Lüderich mit Maschinenhaus 1902, das Wasser wird für die Aufbereitung in einen Hochbehälter gepumpt.

Die Bezeichnung Maschinenschacht wurde in der Frühzeit der Nutzung von Dampfmaschinen zur Wasserhaltung im deutschen Bergbau verwendet, um auf die damals noch seltene Nutzung einer Maschine hinzuweisen, so beim Maschinenschacht Vereinigte Engelsburg bei Bochum. Bei Schächten, die eine Wasserkunst zur Wasserhaltung nutzten, ist diese Bezeichnung nicht üblich. Als Dampfmaschinen allgemein verwendet wurden, wurde die Bezeichnung ungebräuchlich. 
Der Begriff wurde auch bei speziell für die Wasserhaltung mit Maschinen abgeteuften Schächten verwendet. Mancherorts blieb die Bezeichnung allerdings nicht nur für Schächte mit ausschließlicher Wasserhaltung im allgemeinen Sprachgebrauch erhalten, sondern auch, wenn daneben die  Förderung mit Maschinenkraft erfolgte, um den Unterschied zum Wetterschacht zu verdeutlichen.